# Trachyopella mitis
Trachyopella mitis är en tvåvingeart som beskrevs av Rohacek och Marshall 1986. Trachyopella mitis ingår i släktet Trachyopella och familjen hoppflugor.
Artens utbredningsområde är Nordkorea. Inga underarter finns listade i Catalogue of Life.